# Тесленко, Виктор Петрович
Виктор Петрович Тесленко (26 ноября 1933 года, село Царичанка, Днепропетровская область — 7 ноября 1990 года) — советский учёный в области физики верхней атмосферы.

## Биография
Родился 26 ноября 1933 г. в с. Царичанка Днепропетровской области в семье тракториста.
Окончил среднюю школу (1951, с серебряной медалью), один курс Днепропетровского горного института (1951—1952), Днепропетровский государственный университет, физико-технический факультет (1956).
В 1956—1963 работал в Свердловске в ОКБ-9 в должностях от инженера до начальника конструкторского бюро. Ведущий разработчик метеорологического ракетного комплекса МР-12.
В 1963 г. переведён в Обнинск в Институт экспериментальной метеорологии. В 1963—1969 гг. главный конструктор отдела, заведующий лабораторией филиала, заведующий отделом ИЭМ, заместитель директора — главный конструктор ИЭМ. Участвовал в создании ракетных станций зондирования атмосферы в Арктике на о. Хейса, в Капустином Яре, на научно-исследовательских судах — ракетоносцах «Профессор Визе» и «Профессор Зубов».
В 1969—1975 гг. начальник — главный конструктор Центрального конструкторского бюро гидрометеорологического приборостроения.
В 1972 г. защитил кандидатскую диссертацию по теме «Метеорологический ракетный комплекс МР-12 и его использование в исследованиях верхней атмосферы».
С 1975 директор ИЭМ. С 1986 г. генеральный директор организованного на базе ИЭМ НПО «Тайфун».
Умер 7 ноября 1990 года в результате тяжёлой продолжительной болезни. Похоронен на Кончаловском кладбище.

## Награды
Награждён орденами Октябрьской Революции, Трудового Красного Знамени, медалями, знаком «Отличник Гидрометеослужбы СССР», медалью Национального центра космических исследований Франции, золотой медалью ВДНХ.